# Kobresia myosuroides
Kobresia myosuroides — вид багаторічних кореневищних трав'янистих рослин родини осокові (Cyperaceae).

## Опис
Кореневища короткі. Стебла прямостоячі, злегка жорсткі, туповато-трикутні або субциліндричні, довжиною 5–30(-40) см, 0.5–1 мм в діаметрі. Листя: базальні піхви від матових до трохи глянсових, від червонувато-коричневого до темно-коричневого кольору; пластини ниткоподібні, 2–20 см × 0.2–0.5 мм. Суцвіття — щільний колос, від червонувато-коричневого до коричневого кольору, вузько циліндричний, 10–30 × 2–3 мм; проксимальні (ближче до точки приєднання) колоски 2-квіткові й двостатеві, рідше 1-квіткові й маточкові; дистальні колоски 1-квіткові, тичинкові. Луски коричневі, яйцевиді, 2–3.5 мм, серединна жилка виразна майже до кінчика, верхівки тупі або загострені. Пильовики 1–1.5 мм. Приймочок 2 або 3 (іноді й на одній рослині). Мішечки коричневі, 2–3.5 мм. Сім'янки 2–2.8 мм.

## Поширення
Рослина поширена в північній півкулі. Вона процвітає в Арктиці Європи, Сибіру, Гренландії та Північної Америки. Також трапляється в горах Європи, Азії та Північної Америки. Рослина трапляється в Західних і Південних Карпатах (Румунія, Словаччина). Населяє тундру, луки, пустища, голі скелясті території, від сухих до мокрих земель.

## Галерея

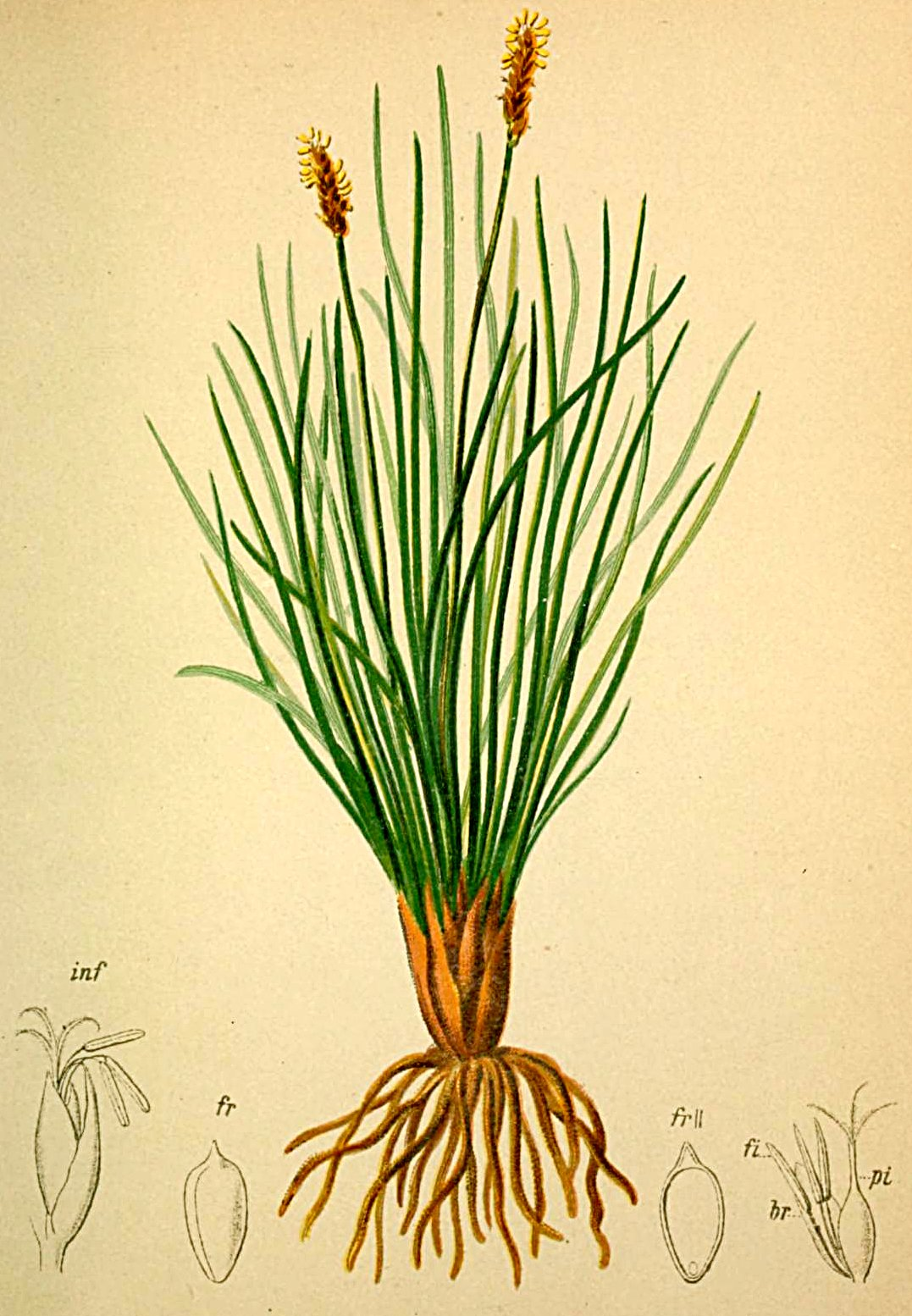